# Fanny Churberg

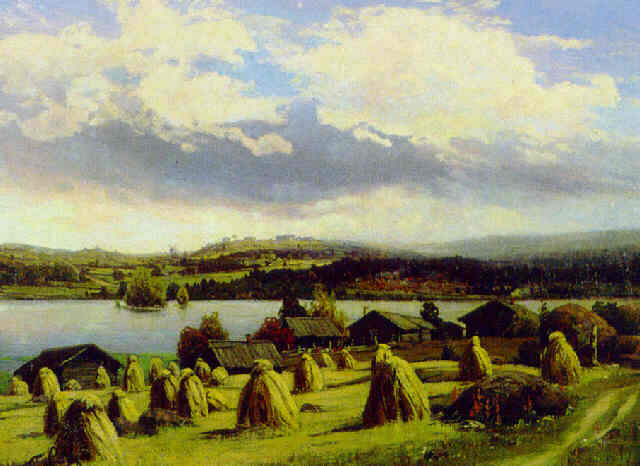
Maisema

Fanny Churberg (ur. 12 grudnia 1845 w Vaasa, zm. 10 maja 1892 w Helsinkach) – fińska malarka.
Drogę artystyczną rozpoczęła w 1865 w Helsinkach. Przeniosła się tam z rodzeństwem po śmierci rodziców. Studiowała w Niemczech oraz we Francji. Jej kariera trwała niedługo. Mimo to artystka pozostawiła po sobie około 300 prac.